# Klomnock
Der Klomnock ist ein Berg in den Nockbergen in  Kärnten. Der Gipfel befindet sich auf einer Höhe von 2331 m ü. A. an der Gemeindegrenze zwischen Bad Kleinkirchheim und Reichenau. Wie viele der Nockberge ist auch der Klomnock größtenteils mit Gras bewachsen.
Von der an der Nockalmstraße  gelegenen Glockenhütte aus ist der Gipfel innerhalb einer Stunde zu erreichen. Dort trifft der Weg auf zwei weitere Pfade, die alle in verschiedene Richtungen führen.

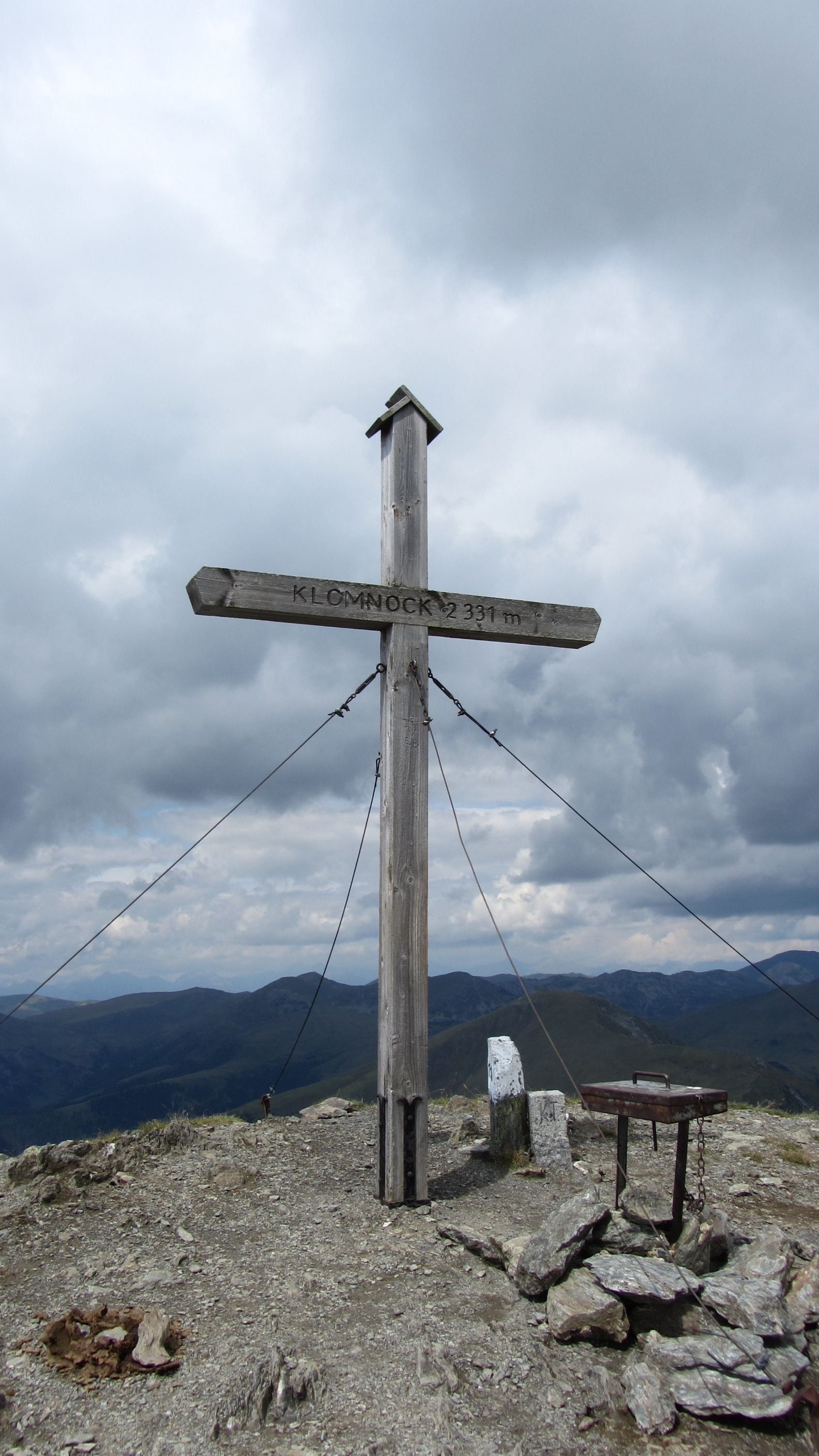
Gipfelkreuz auf dem Klomnock